# Marvel Knights
Pour les articles homonymes, voir Knight.
Marvel Knights est le nom d'un label de Marvel Comics créé en 1998 par Joe Quesada et Jimmy Palmiotti.

Logo du label Marvel Knights.

## Label
Les deux artistes qui travaillaient alors pour leur propre compagnie, Event Comics, furent engagés pour créer ce label. Ils y étaient chargés de mettre en valeur des personnages secondaires en engageant des équipes créatives capables de leur donner un nouveau souffle, éventuellement avec des éléments plus matures.
Les premières séries concernées furent :
- Daredevil volume 2, alors en perte de vitesse, qui fut confié au réalisateur Kevin Smith et à Quesada lui-même aux dessins.
- Black Panther vol.4, par Christopher James Priest et Mark Texeira
- Inhumans vol.2, par Paul Jenkins et Jae Lee
- Punisher vol.4, par Christopher Golden, Tom Sniegoski et Berni Wrightson

Mis à part le Punisher dont la direction mystique fut un échec, les autres séries furent de francs succès. La ligne s'agrandit tandis que Joe Quesada, fort de ses succès prenait la direction éditoriale de Marvel.
La ligne a depuis perdu de sa spécificité, incluant même des titres consacrés à des héros plus connus comme Spider-Man, Captain America, Les Quatre Fantastiques (Marvel Knights 4).
Début 2006, Joe Quesada a annoncé que le label Marvel Knights ne serait plus consacré qu'à des mini-séries spéciales, les séries Marvel Knights Spider-Man et Marvel Knights Four changeant de nom pour devenir Sensational Spider-Man au #23 et Four au #28.
Au cinéma, le label Marvel Knights devait permettre aux personnages moins connus de l'Univers Marvel d'avoir leur adaptation avec un budget moins élevé que les autres productions. Cependant, le label a été abandonné au bout de deux films ayant reçu des critiques mitigées à négatives, Punisher : War Zone et Ghost Rider : L'esprit de Vengeance.

### Séries publiées (Liste non exhaustive)
(les titres suivis d'un * ont été traduits en français)
- Marvel 1602 *
- Black Panther *
- Black Widow *
- Captain America *
- Daredevil *
- District X
- Doctor Strange (4 épisodes) *
- Elektra *
- Ghost Rider *
- The Inhumans *
- Marvel Knights *
- Marvel Knights 4 *
- Marvel Knights Spider-Man *
- Madrox *
- The Punisher (37 épisodes, passée sous le label MAX Comics) *
- The Sentry *
- Strange *
- Wolverine *
- Wolverine/Punisher *
- X-23 *

## Série
Le label comprenait également une série baptisée Marvel Knights, mettant en scène une réunion informelle de héros telles Black Widow, Dagger, Daredevil, Moon Knight, Shang-Chi et le Punisher. Scénarisée par Charles Dixon et dessinée par Eduardo Barreto elle dura 15 numéros.
Elle fut traduite dans les numéros 16 à 20 de la revue Marvel Knights de Panini

## Marvel Knights 2099
En 2004, Marvel Comics lança une série de one-shots sous le titre Marvel Knights 2099. Ils se déroulaient dans une continuité future (en 2099) différente de celle de Marvel 2099.
- Marvel Knights 2099: Daredevil #1.
- Marvel Knights 2099: Black Panther #1.
- Marvel Knights 2099: The Inhumans #1.
- Marvel Knights 2099: The Punisher #1.
- Marvel Knights 2099: Mutant #1.

## Magazine
Marvel Knights est aussi le titre d’un magazine publié par Panini qui était consacré à la traduction des séries du label Marvel Knights. Le magazine dura 20 numéros entre 1999 et 2002.

## Marvel Knights Animation
Marvel Knights Animation est une série de motion comics produits en collaboration entre Marvel Comics et Shout! Factory. Cette initiative visait à adapter des histoires et des personnages de l'univers Marvel dans un format de motion comics, souvent avec une approche plus sombre et plus mature que d'autres productions Marvel, offrant une expérience visuelle dynamique basée sur les bandes dessinées.
Les titres produits sous Marvel Knights Animation incluent :
- Astonishing X-Men: Gifted (2010)
- Iron Man: Extremis (2010)
- Black Panther (2011)
- Spider-Woman: Agent of S.W.O.R.D. (2011)
- Thor & Loki: Blood Brothers (2011)
- Astonishing X-Men: Dangerous (2012)
- Astonishing X-Men: Torn (2012)
- Astonishing X-Men: Unstoppable (2012)
- Inhumans (2013)
- Wolverine: Origin (2013)
- Ultimate Wolverine Vs. Hulk (2013)
- Wolverine versus Sabretooth (2014)
- Wolverine Weapon X: Tomorrow Dies Today (2014)
- Eternals (2014)
- Wolverine versus Sabretooth: Reborn (2015)

Cette série a permis de présenter des adaptations animées de personnages et d'histoires Marvel moins connues ou avec des thèmes plus matures, tout en exploitant le format unique des motion comics.